# 小山千鶴子
小山 千鶴子（こやま ちづこ、1911年5月 - 2010年3月29日）は日本の著作家、編集者。元名古屋市教育委員会委員長。
元衆議院議長で、中日新聞の前身の1紙に当たる名古屋新聞を経営した小山松寿の長女。夫は元中日新聞社社主の小山龍三。

## 来歴
1911年（明治44年）、名古屋市で出生。父の松寿は長野県佐久郡小諸町（現在の小諸市）出身で、実業家の山田才吉から譲り受けた中京新報を『名古屋新聞』に改題して発行元の名古屋新聞社を経営する傍ら、名古屋市会議員として政界に進出していた。1915年（大正4年）、父が第12回衆議院議員総選挙で初当選する。
東京府立第三高等女学校（都立駒場高校の前身の1校）を卒業後、父と同郷で名古屋新聞に入社した平井出龍三と結婚し、龍三は松寿の養嗣子となった。松寿は衆議院議長に至り戦後に公職追放処分を受けるまで10期連続当選を重ねたが、長男が夭逝した経験から婦人参政権を推進する立場を取り、1922年（大正11年）の治安警察法改正による女性の政治集会参加解禁に大きな役割を果たしている。戦後に婦人参政権が正式に認められた際は、千鶴子が公職追放処分を受けた父の後継者として出馬を打診されたが実現しなかったという。
1942年（昭和17年）、名古屋新聞社は戦時統制により半世紀にわたって政論やプロ野球興行を始めとする各種事業で激しく競合し続けて来た新愛知新聞社と合併し、中部日本新聞社（現在の中日新聞社）となった。この時は新愛知側の大島一郎が社長に就任したが、名古屋新聞側は松寿と伯父（母の兄）の森一兵が経営から手を退いたことにより、総務局長の龍三が副社長に就任した。千鶴子は名古屋市教育委員会の委員を長く勤め、1960年（昭和35年）には委員長に就任している。
1984年（昭和59年）に夫の龍三が死去した後、相続した遺産を基に「小山龍三記念基金」を設立。同基金を発行元として小山家関係者の人物伝や遺稿集等の編集作業に従事した。2010年（平成22年）3月29日に死去、満98歳没。

## 著書
- 『南山学園と六十年の歩みを共にして』（学校法人南山学園、1992年） NCID BN09043540

### 編著
いずれも小山龍三記念基金発行。
- 森芳博『小山松寿伝』（1986年） NCID BN01211801
- 『 小山龍三写真集』（1987年）
- 小山幸子

『小山幸子文集』（1987年） NCID BN03397722
『小山幸子文集 続』（1989年） 全国書誌番号:89047327

### 編集協力
- 山田公平 編『名古屋新聞・小山松寿関係資料』全7巻（龍渓書舎、1993年 - 2015年） NCID BN06229837